# كوربن ألبرت
كوربن روز ألبرت (من مواليد 13 أكتوبر 2003) هي لاعب كرة قدم أمريكي محترف يلعب كلاعب خط وسط لصالح نادي باريس سان جيرمان في الدوري الفرنسي الممتاز ومنتخب الولايات المتحدة.